# ハンガリー共和国 (1919年-1920年)

ハンガリー共和国
Magyar Köztársaság (ハンガリー語)

国歌: Himnusz（ハンガリー語）
賛称

ハンガリー共和国の位置（1929年）

ハンガリー共和国（ハンガリー語: Magyar Köztársaság）は、1919年8月から1920年2月までの短期間、旧ハンガリー第一共和国（現在のハンガリーの大部分とオーストリア、スロバキア、スロベニアの一部を支配していた）の中央と西部に存在した共和国である。ハンガリー・ルーマニア戦争の余波の中、1918年10月31日以前の状態に戻そうとする反革命勢力によって設立された国家である。

## 歴史
1919年8月6日、右翼反革命団体「白い家同志会」の指導者フリードリヒ・イシュトバーンは、ギュラ・ペードル政権を追放し、ルーマニア陸軍の支援を得て、無血クーデターによって政権を奪取した。このクーデターは、ハンガリー国内で広く賛同を得た。翌日、ヨーゼフ・アウグスト大公は自身をハンガリーの摂政だと宣言し（8月23日までその地位を維持したが、辞任を強いられた）、フリードリヒを首相に任命した。11月24日にはフサール・カーロイが後を継ぎ、数ヵ月後の王政復古まで首相と臨時大統領を務めた。

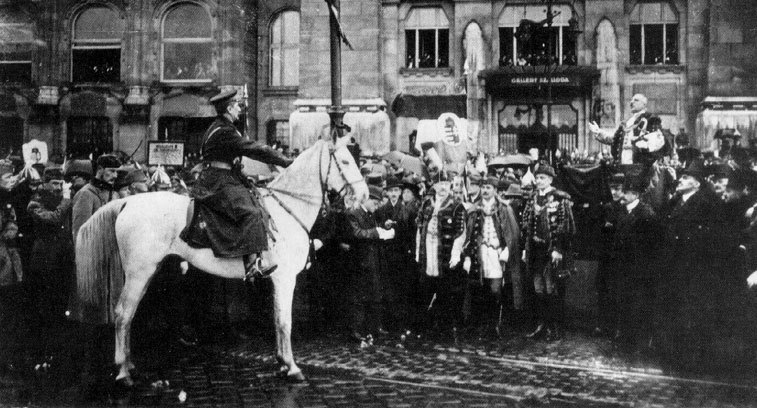
1919年11月16日、国民軍司令官としてブダペストに入城したホルティ・ミクローシュ提督。ホテル・ゲレールトの前で市の職員に出迎えられている。

11月、ルーマニア軍のすぐ後に続いて、軍人からなる過激な反共産主義・権威主義政権がブダペストに入城した。「白色テロ」は、共産主義者、社会主義者、ユダヤ人、左翼の知識人、カーロイ政権やクン政権の支持者など、将校が再確立を目指したハンガリーの伝統的な政治秩序を脅かす人々を裁判なしで投獄、拷問、処刑することにつながった。処刑数は約5,000人と推定されている。それに加え、約75,000人が投獄された。特に、ハンガリーの右翼勢力とルーマニア人勢力はユダヤ人を報復対象とした。結局、白色テロによって10万人近くが国外退去を強いられたが、そのほとんどは社会主義者、知識人、中流階級のユダヤ人であった。
1920年と1921年、ハンガリー国内は大混乱に陥った。白色テロはユダヤ人や左翼を苦しめ続け、失業率とインフレ率は急上昇し、無一文のハンガリー難民が近隣諸国から国境を越えて押し寄せ、低迷する経済の負担となった。政府は国民をほとんど救済しなかった。1920年1月の総選挙はハンガリー政治史上初の秘密投票で行われ、反革命派と農民派が一院制国会の多数派を占めた。保守的なキリスト教国民連合党と、土地改革を主張する全国小作人・農業労働者党の二大政党が誕生した。
1920年2月29日、国会はハンガリー王国を復活させて共和制を終わらせ、3月には国事詔書とアウスグライヒの両方を無効とした。国会は、民衆の混乱が収まるまで国王の選出を延期した。そしてオーストリア＝ハンガリー帝国の元提督ホルティ・ミクローシュが摂政となり 、1944年までその職を務めた。